# Leszek Klekociuk
Leszek Klekociuk (ur. 22 kwietnia 1961 w Darłowie) – polski duchowny katolicki, franciszkanin.

## Życiorys
Kształcił się w Niższym Seminarium Duchownym Ojców Franciszkanów w Niepokalanowie im św. Maksymiliana Kolbego, a następnie rozpoczął nowicjat w Zakonie Braci Mniejszych Konwentualnych w Smardzewicach. Ukończył Wyższe Seminarium Duchowne Franciszkanów w Łodzi i studia magisterskie na Katolickim Uniwersytecie Lubelskim. 20 maja 1987 otrzymał święcenia kapłańskie z rąk biskupa Władysława Ziółka. Rozpoczął pracę w Gnieźnie, gdzie podjął inicjatywę remontu we franciszkańskim zespole kościelno-klasztornym. Od 1989 studiował również filologię klasyczną na Uniwersytecie im. Adama Mickiewicza w Poznaniu. 
W 1992 rozpoczął posługę kapłańską w  kościele św. Jakuba Apostoła w Lęborku i został wicedziekanem dekanatu Lębork, a w 1996 został przeniesiony do Poznania, gdzie w kościele św. Antoniego Padewskiego i klasztorze franciszkanów konwentualnych w Poznaniu został ekonomem, poborcą klasztornym i rektorem kościoła. Tam m.in. zorganizował Franciszkańskie Centrum Kultury, współorganizował festiwale „Królowej Anielskiej Śpiewajmy” oraz „Muzyka Pasyjna i Paschalna – Wielki Tydzień u Franciszkanów”, a także podjął się opieki dziećmi z rodzin alkoholików. W 2008, „uznając zasługi dla ochrony dziedzictwa kulturowego miasta Poznania, ze szczególnym uwzględnieniem Sanktuarium Matki Bożej w Cudy Wielmożnej Pani Poznania oraz promocji Poznania”, Rada Miasta Poznania przyznała mu odznaczenie „Zasłużony dla Miasta Poznania”.